# Agent Pink
Agent Pink war der militärische Codename eines Entlaubungsmittels, das die Streitkräfte der Vereinigten Staaten im Vietnamkrieg zur Entlaubung von Wäldern einsetzten. Benannt wurde es nach dem pinkfarbenen Streifen um die Fässer.
Als Wirkstoffe enthielt es die n-Butyl- und Isobutylester der 2,4,5-Trichlorphenoxyessigsäure (2,4,5-T). Der Wirkstoffgehalt lag zwischen 961 und 1081 Gramm 2,4,5-T pro Liter. Nach den Sprühberichten der Luftwaffe wurden 50.312 Liter Agent Pink ausgebracht. Dies deckt sich nicht mit den Unterlagen der Materialbeschaffungsstellen, denen zufolge 464.164 Liter eingekauft wurden. Die Ursache für diese Diskrepanz ist unbekannt, möglicherweise sind die Unterlagen fehlerhaft oder die Herbizidmischung wurde den südvietnamesischen Truppen überlassen. Agent Pink wurde häufig als Mischung mit Agent Green ausgebracht. Es wurde zwischen 1961 und 1965 verwendet, nach dem Aufkommen von Agent Orange wurde es nicht mehr bestellt.
Agent Pink enthielt mit 65,5 ppm deutlich mehr 2,3,7,8-Tetrachlordibenzodioxin als Agent Orange, das nach konservativer Schätzung 3 ppm TCDD enthielt. Trotz der relativ geringen ausgebrachten Menge hat Agent Pink deutlich zur ausgebrachten Menge an Dioxin beigetragen.